# Ales Fabjan
Ales Fabjan est un joueur slovène de volley-ball né le 11 avril 1986. Il mesure 1,83 m et joue libero.

## Clubs
| Club          | Pays     | De        | À         |
| ------------- | -------- | --------- | --------- |
| ACH Ljubljana | Slovénie | 2008-2009 | 2013-2014 |